# Eugeniusz Piontek

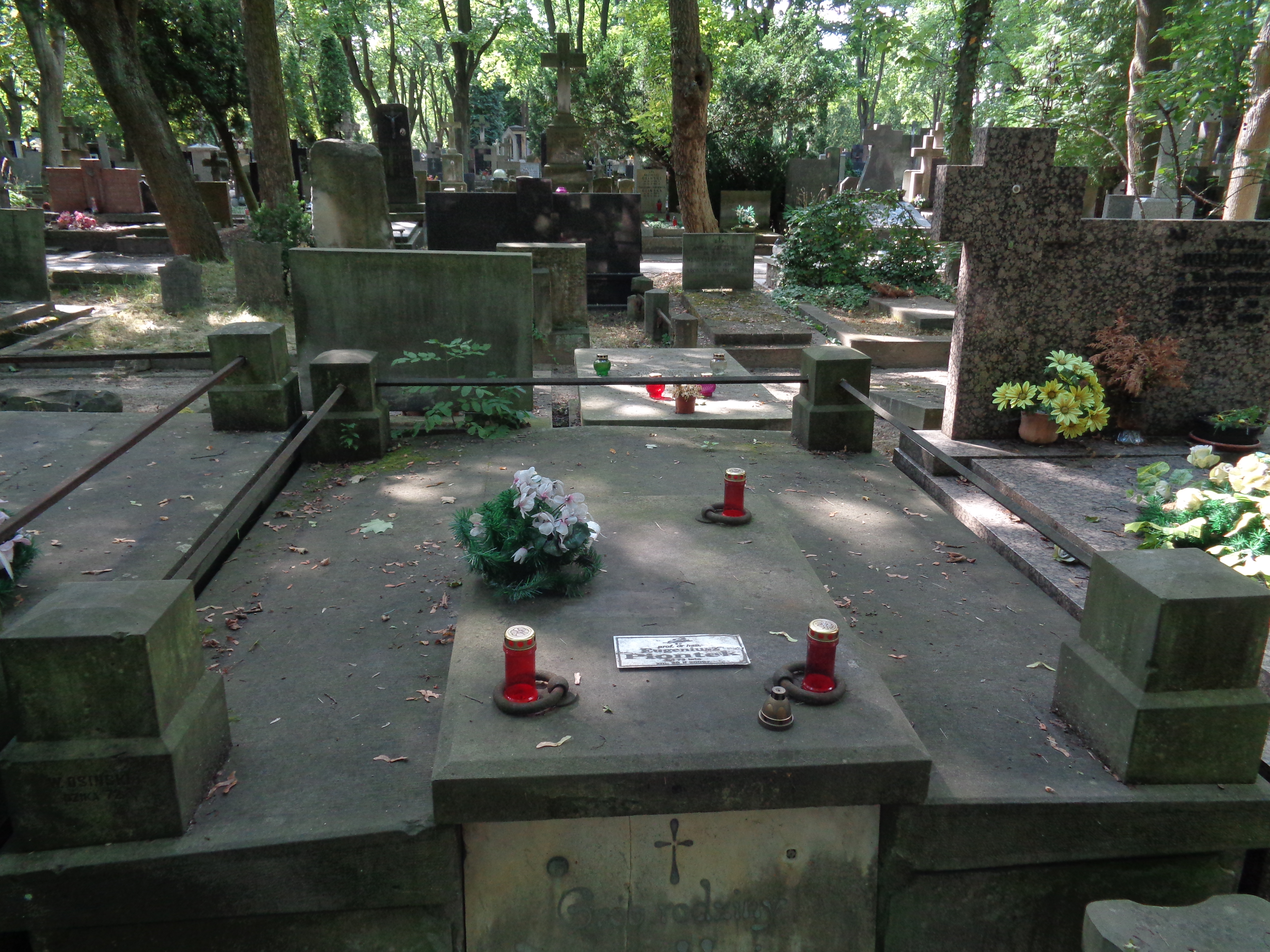
Grób Eugeniusza Piontka

Eugeniusz Piontek (ur. 17 czerwca 1935 w Warszawie, zm. 28 lutego 2009 tamże) – polski prawnik, adwokat,
radca prawny, profesor nauk prawnych, profesor zwyczajny Uniwersytetu Warszawskiego, specjalista w zakresie prawa międzynarodowego publicznego i prawa Unii Europejskiej.

## Życiorys
W 1956 ukończył studia prawnicze na Wydziale Prawa i Administracji Uniwersytetu Warszawskiego. Tam też w 1966 uzyskał stopień naukowy doktora nauk prawnych w zakresie prawa, a w 1976 stopień doktora habilitowanego nauk prawnych w zakresie prawa. W 1987 nadano mu tytuł naukowy profesora nauk prawnych. W 1995 objął stanowisko profesora zwyczajnego UW.
W latach 1956–1963 zajmował stanowisko asystenta w Katedrze Prawa Międzynarodowego Publicznego i Prywatnego, w latach 1963–1968 starszego asystenta i adiunkta w Katedrze Historii Dyplomacji i Stosunków Międzynarodowych, a w latach 1969–1978 docenta w Katedrze Prawa Publicznego Międzynarodowego Wydziału Prawa i Administracji UW. W latach 1978–1993 był dyrektorem Instytutu Prawa Międzynarodowego na tym wydziale. Zajmował także stanowisko kierownika Katedry Prawa Europejskiego w Instytucie Prawa Międzynarodowego. Był członkiem Rady Legislacyjnej przy Prezesie Radzie Ministrów. Wykonywał zawody adwokata i radcy prawnego.
12 marca 2009 został pochowany na cmentarzu Powązkowskim w Warszawie (kwatera 87-3-22/23).